# Stazione di Dole-Ville
La stazione di Dole-Ville (in francese Gare de Dole-Ville) è la principale stazione ferroviaria di Dole, Francia.